# Anzia leucobates
Anzia leucobates är en lavart som först beskrevs av William Nylander och som fick sitt nu gällande namn av Johannes Müller Argoviensis. 
Anzia leucobates ingår i släktet Anzia och familjen Parmeliaceae. Inga underarter finns listade i Catalogue of Life.